# Aleksy Parol
Aleksy Dyonizy Parol (ur. 10 stycznia 1927 w Żyrardowie, zm. 20 października 1994 w Gdyni) – polski kontradmirał, oficer mechanik okrętowy.

## Życiorys
Aleksy Parol urodził się w 1927 roku w Żyrardowie. W latach 1934–1941 uczęszczał do szkoły powszechnej w Żyrardowie, a w 1943 ukończył Szkołę Rzemieślniczo-Przemysłową w Pruszkowie. Od grudnia 1943 do lipca 1944 pracował jako tokarz w Fabryce Maszyn w Pruszkowie. Od sierpnia do października 1944 pracował przymusowo na robotach ziemnych w Żyrardowie, a następnie w prywatnym warsztacie ślusarsko-mechanicznym.
13 kwietnia 1945 powołany do służby w ludowym Wojsku Polskim Po ukończeniu we wrześniu 1945 roku Centralnej Szkoły Oficerów Polityczno-Wychowawczych w Łodzi został promowany do stopnia podporucznika w korpusie oficerów polityczno-wychowawczych. Po promocji został instruktorem propagandy w 43 Pułku Piechoty 12 Dywizji Piechoty w Szczecinie. Od stycznia 1946 był kierownikiem klubu oficerskiego, a następnie kierownikiem świetlicy klubu. W lipcu 1946 roku przyjęto go na Wydział Techniczny Oficerskiej Szkoły Marynarki Wojennej w Gdyni, który ukończył w listopadzie 1950 roku z I lokatą. Pierwsze stanowisko w Marynarce Wojennej – oficera mechanika – objął na niszczycielu ORP „Błyskawica”. W listopadzie 1952 został dowódcą działu bojowego V (maszynowego) na tym okręcie. W latach 1953–1954 przebywał na Wyższym Kursie Specjalistycznym dla Oficerów Mechaników w ZSRR.
Od grudnia 1954 roku kierował Oddziałem Technicznym w Szefostwie Techniki i Uzbrojenia Dowództwa Marynarki Wojennej w Gdyni. W latach 1955–1957 pełnił funkcję szefa Zarządu Techniki i Uzbrojenia w Dowództwie Marynarki Wojennej. Od lutego do września 1957 był oddelegowany do pracy w Międzynarodowej Komisji Kontroli i Nadzoru w Indochinach. Po powrocie do kraju wyznaczono go w listopadzie 1957 na zastępcę szefa Oddziału Naukowego Sztabu Głównego Marynarki Wojennej. Od kwietnia 1958 był zastępcą szefa w Szefostwie Służb Technicznych i Zaopatrzenia Marynarki Wojennej. W 1960 uzyskał tytuł inżyniera mechanika w Wyższej Szkole Marynarki Wojennej, gdzie ukończył Specjalistyczne Studium Zaoczne. W 1968 uzyskał tytuł magistra inżyniera mechanika (studia ukończone z oceną bardzo dobrą). Od lipca 1968 do listopada 1980 był zastępcą szefa Służb Technicznych i Zaopatrzenia Marynarki Wojennej ds. technicznych. Na mocy uchwały Rady Państwa PRL z 29 września 1973 otrzymał nominację na stopień kontradmirała. Nominację wręczył mu w Belwederze 10 października 1973 I sekretarz Komitetu Centralnego PZPR Edward Gierek w obecności przewodniczącego Rady Państwa prof. Henryka Jabłońskiego.
Od kwietnia 1981 do listopada 1990 roku był szefem Techniki Morskiej – zastępcą Głównego Inspektora Techniki Wojska Polskiego w Warszawie. Jednym z ważnych zadań pionu, którym kierował była budowa serii trałowców małomagnetycznych. W październiku 1990 pożegnany przez ministra obrony narodowej wiceadmirała Piotra Kołodziejczyka w związku z zakończeniem zawodowej służby wojskowej i przeniesiony w stan spoczynku z dniem 23 listopada 1990.
Zmarł 20 października 1994 roku w Gdyni, został pochowany na cmentarzu Witomińskim (kwatera 51-25-9).

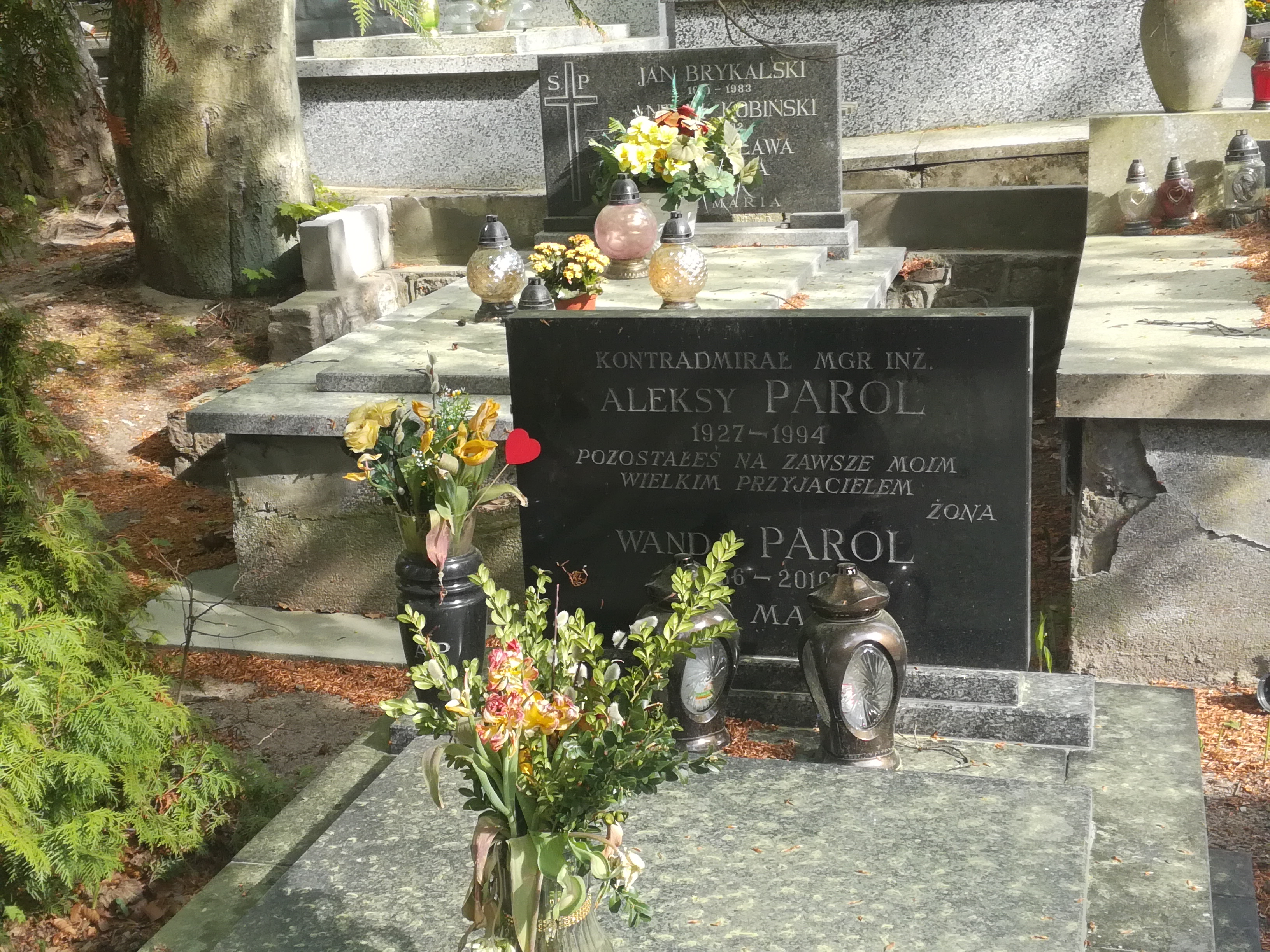
Grób kontradmirała Aleksego Parola i jego żony Wandy na cmentarzu Witomińskim

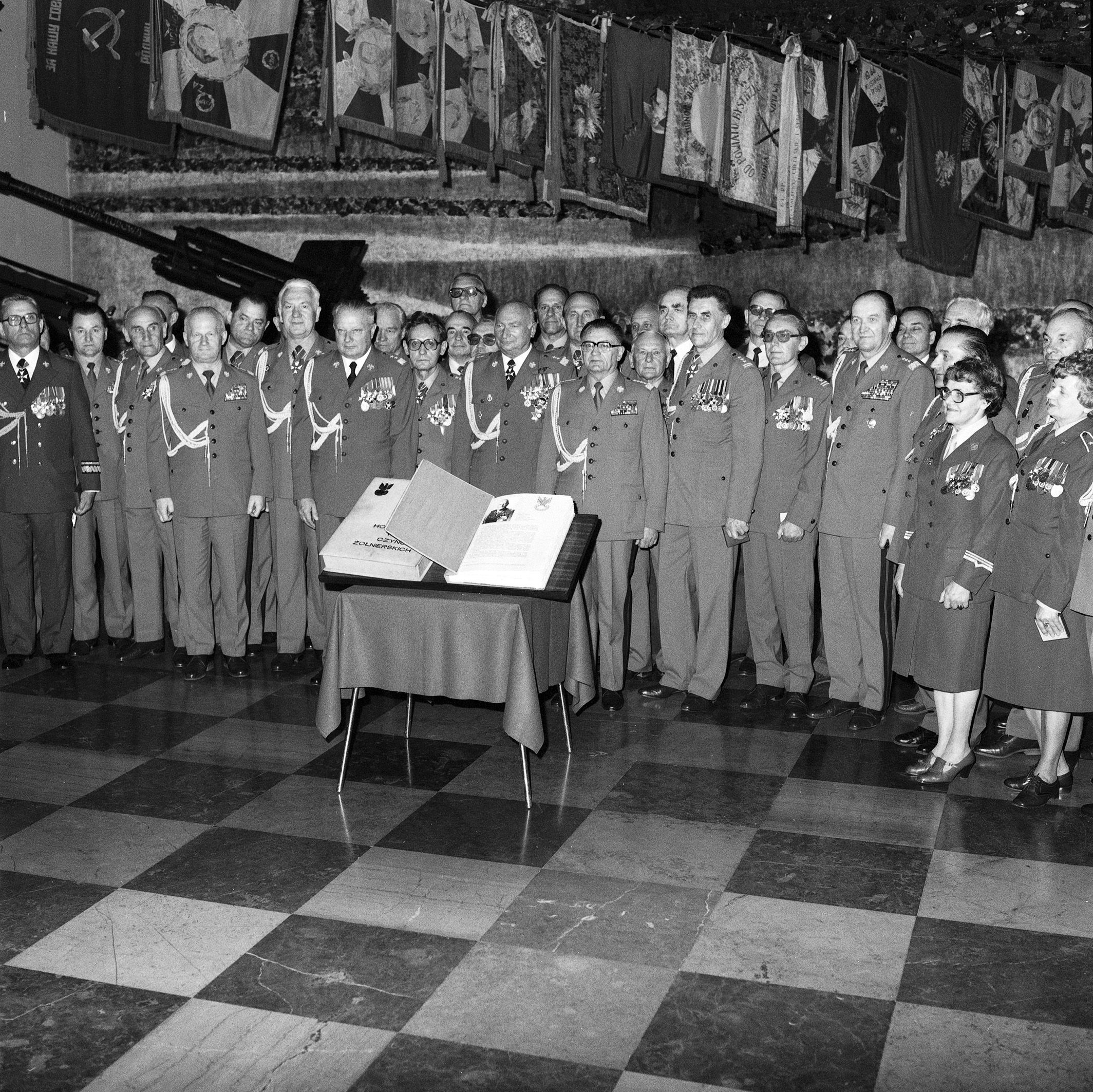
Spotkanie kierownictwa MON ze wszystkimi generałami, oficerami i żołnierzami WP wpisanymi do Honorowej Księgi Czynów Żołnierskich od czasu jej ustanowienia z okazji 40-lecia Zwycięstwa, Sala Zwycięstwa Muzeum Wojska Polskiego, 9 maja 1985 r. Od lewej: kontradmirał Aleksy Parol, gen. broni Józef Użycki, gen. bryg. Marian Pasternak, gen. broni Józef Baryła, gen. bryg. Henryk Kondas, gen. bryg. Władysław Jura, gen. dyw. Wiesław Wojciechowski, NN, gen. dyw. pil. Roman Paszkowski, gen. armii Florian Siwicki, płk Henryk Gradzik, płk Roman Leś, płk Tadeusz Bieniasz, NN, gen. broni Mieczysław Obiedziński, płk Stefan Rutkowski, płk prof. Stanisław Barański i inni

## Awanse
W trakcie wieloletniej służby awansował kolejno na stopnie oficerskie:
- podporucznika piechoty – 1945
- podporucznika marynarki – 1946
- porucznika marynarki – 1950
- kapitana marynarki – 1951
- komandora podporucznika – 1954
- komandora porucznika – 1955
- komandora – 1960
- kontradmirała – 1973

## Życie prywatne
Był synem Józefa, tokarza i Henryki z Janiszewskich.
Mieszkał w Gdyni. Był żonaty z Kunegundą Anną z domu Ankowską (1928–1979), z którą miał dwóch synów, a następnie z Wandą Parol (1936–2010). Jego pasją było malarstwo i rysunek. Brał udział w licznych wystawach zbiorowych w kraju i za granicą jako autor kilkudziesięciu płócien.

## Odznaczenia
- Krzyż Komandorski Orderu Odrodzenia Polski (Polonia Restituta) (1983)
- Krzyż Oficerski Orderu Odrodzenia Polski (1968)
- Krzyż Kawalerski Orderu Odrodzenia Polski (1963)
- Order Sztandaru Pracy II klasy (1976)
- Złoty Krzyż Zasługi (1959)
- Srebrny Krzyż Zasługi (1951)
- Złoty Medal „Siły Zbrojne w Służbie Ojczyzny” (1968)
- Srebrny Medal „Siły Zbrojne w Służbie Ojczyzny”
- Brązowy Medal „Siły Zbrojne w Służbie Ojczyzny”
- Złoty Medal „Za zasługi dla obronności kraju” (1973)
- Srebrny Medal „Za zasługi dla obronności kraju”
- Brązowy Medal „Za zasługi dla obronności kraju”
- Medal im. Ludwika Waryńskiego (1988)[3]
- Srebrna odznaka "Zasłużonym miastu Gdyni" (1973)[4]
- Order Sławy (ZSRR)
- Wpis do „Honorowej Księgi Czynów Żołnierskich” (1979)
- inne odznaczenia